# Farder Coram
Farder Coram er en fiktiv karakter i Philip Pullmans trilogi Det gyldne kompas. Farder Coram er en meget vigtig person af jypsierne. Han har anden-kommandoren og fungerer som rådgiver for jypsiernes konge John Faa. 
I bogen er Farder Corams daimon en stor, guld-brun kat. Mens det i filmen Det Gyldne Kompas er en slags afrikansk ørkenlos. 
Han var engang rejst op i norden, hvor han var vidne til at en heksen Serafina Pekkala blev angrebet af en andens heks' daimon. Coram skød daimonen og reddede Serafina. De blev forelskede og fik en søn. Deres søn døde af sygdom, mens han stadig var ung, fyrre år tidligere. Med et knust hjerte, vendte Serafina tilbage til sit folk og blev klan-dronning, mens Coram blev hos jypsierne. Senere blev Coram skudt med en giftpil i benet af nogle onde væsner. Selvom Serafina aldrig så Coram igen, sendte hun ham urter og trylleformularer for at hjælpe ham. Desværre forblev han handiacappet. 
Coram ledsager Lyra, Lord Faa, Iorek Byrnison, Lee Scoresby og 170 mænd til Bolvangar, Svalbard for at redde de kidnappede børn. 
Lyra synes mere og mere om Coram, mens Coram er den eneste der virkelig yder hende respekt og ser hendes poteniale. Han hjælper hende med at mestre alethiometret og han indser snart hendes fantastiske talent. Lyra følger med ham til Trollesund, en nordlig by, hvor han går nogle ærinder og mødes med byens heksekonsul, så jypsierne kan bede om særlig hjælp fra Serfina Pekkala. Man kan helt klart se hvor meget Coram gerne vil se Serafina igen, da heksekonsulen beder Lyra om at udvælge den rigtige sky-fyr kost Serafina engang brugte. Lyra lagde selv mærke til hvordan hans ansigt fyldes med længsel, da han rører kosten, inden de rejser videre nordpå. 
Den britiske skuespiller Tom Courtenay spiller Farder Coram i filmen Det Gyldne Kompas.